# Rock Island Independents
I Rock Island Independents sono stati una squadra professionistica di football americano con sede a Rock Island.  Una delle prime franchigie di football professionistico, furono fondati nel 1907 come un club indipendente da Demetrius Clements. In seguito giocarono in quella che è l'attuale National Football League dal 1920 al 1925. Si unirono alla prima versione della American Football League nel 1926 ma cessarono di esistere nel 1927.Le loro gare casalinghe erano disputate al Douglas Park e al Browning Field. Walter Flanigan fu il proprietario della squadra dal 1915 al 1923; Dale Johnson prese il possesso della squadra nel 1926, quando la squadra venne cancellata.
Il loro miglior piazzamento nella classifica della National Football League fu quinto, risultato portato a termine tre volte: nel 1921 e 1922 sotto Jimmy Conzelman e nel 1924 sotto Johnny Armstrong.

## Giocatori importanti

### Membri della Pro Football Hall of Fame
Quello che segue è l'elenco delle personalità che hanno fatto parte dei Rock Island Independents che sono state ammesse nella Pro Football Hall of Fame con l'indicazione del ruolo ricoperto nella squadra, il periodo di appartenenza e la data di ammissione (secondo cui è stato ordinato l'elenco).
- Jim Thorpe, halfback nel 1924, ammesso nel 1963
- Jimmy Conzelman, quarterback e allenatore capo dal 1921 al 1922, ammesso nel 1964
- Ed Healey, offensive tackle dal 1920 al 1922, ammesso nel 1964
- Joe Guyon, halfback nel 1924, ammesso nel 1966
- Duke Slater, offensive tackle, ammesso nel 2020